# Acidente de ônibus na Cidade da Guatemala em 2025
Na madrugada de 10 de fevereiro de 2025, um ônibus saiu de uma ponte e caiu no Rio Las Vacas, na Cidade da Guatemala, Guatemala. O acidente matou pelo menos 56 pessoas e feriu outras 9.

## Contexto
Acidentes rodoviários com altos números de vítimas têm sido comuns na América Latina nos últimos anos, especialmente envolvendo ônibus: em janeiro de 2018, 51 pessoas morreram no Peru quando um ônibus que transportava 57 passageiros caiu de um penhasco após ser atingido por um trator-reboque enquanto viajava de Huacho para Lima; em março de 2015, um ônibus de turismo caiu em um barranco no estado de Santa Catarina, no sul do Brasil, causando 54 mortes; em 8 de fevereiro, dois dias antes do acidente na Cidade da Guatemala, uma colisão entre um ônibus e um caminhão-reboque na rodovia Escárcega–Villahermosa, no México, resultando em 41 mortes.

## Colisão
Por volta das 4h20 (GMT-6), um ônibus lotado — uma unidade de transporte extraurbano — de propriedade da Transportes Tineca Sociedad Anónima e transportando mais de 70 passageiros estava indo de Departamento de El Progreso à Cidade da Guatemala, quando colidiu com outros veículos e caiu aproximadamente 20 metros da Puente Belice, uma ponte rodoviária que cruza uma estrada no Rio Las Vacas, um rio poluído por esgoto na capital. Conforme o porta-voz dos bombeiros, Edwin Villagran, o acidente matou 52 vítimas no local e outras quatro não resistiram aos ferimentos e morreram no hospital. Um número incerto de passageiros ficou gravemente ferido. Testemunhas alegaram ter visto o veículo atingir dois carros e um guarda-corpo antes de cair no barranco. A comunicação social local noticiou que o ônibus estava lotado de estudantes, passageiros e pessoas a caminho da capital para consultas médicas. Imagens de câmeras de segurança mostraram o ônibus viajando em alta velocidade momentos antes do impacto.

## Reações

### Nacionais

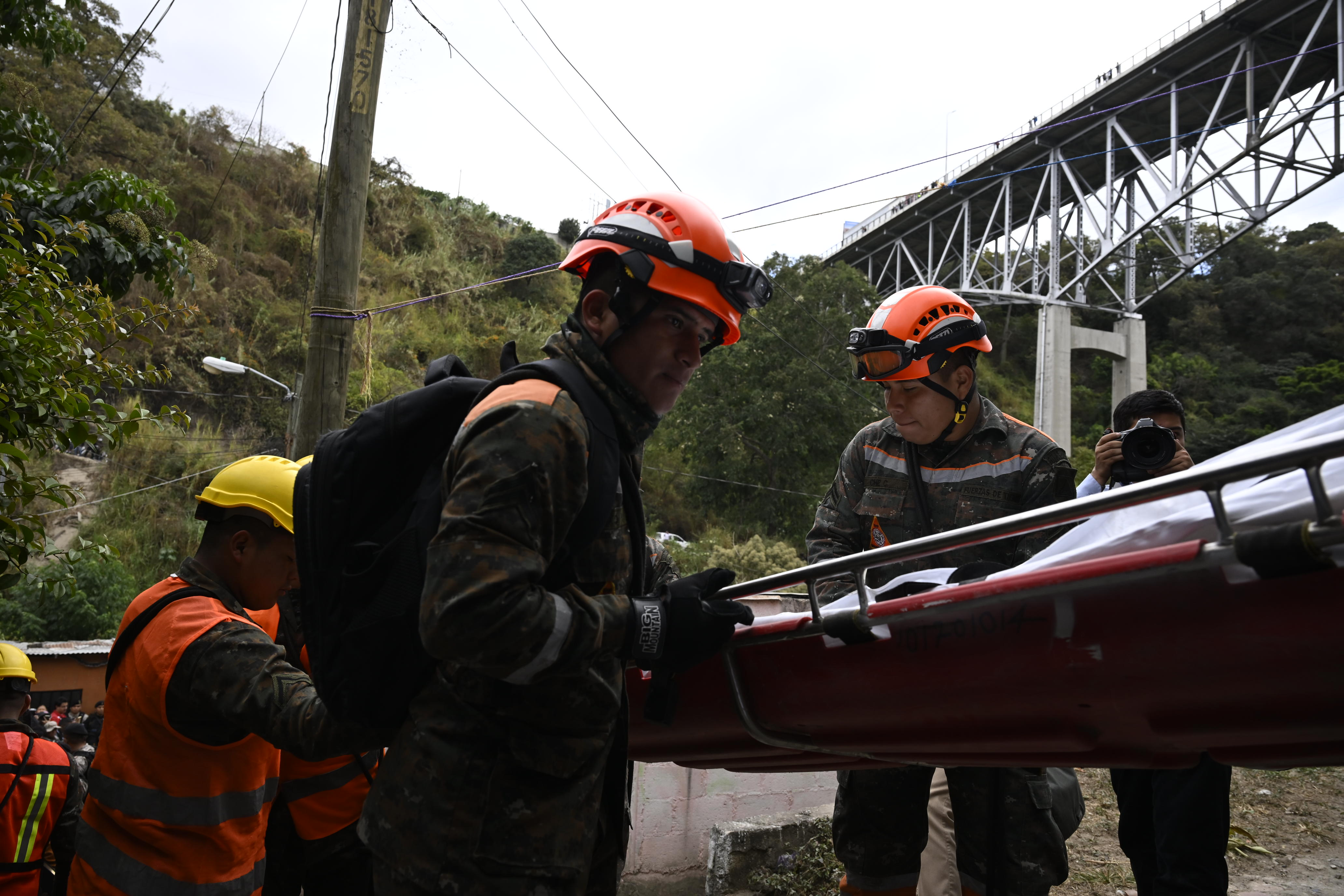
Membros do Exército e da Polícia participam dos esforços de busca e salvamento

O presidente Bernardo Arévalo declarou três dias de luto nacional e destacou o exército guatemalteco, juntamente com a agência de desastres, para fornecer esforços de resposta.
O presidente do Congresso da Guatemala, Nery Ramos, lamentou o "trágico acidente" quem "mais de quatro dezenas de guatemaltecos morreram em busca do sustento diário".
O prefeito da Cidade da Guatemala, Ricardo Quiñónez Lemus, disse que os serviços de emergência foram mobilizados enquanto a polícia de trânsito trabalhava no estabelecimento de rotas alternativas na área afetada.
Mynor Ruano, porta-voz do corpo de bombeiros da cidade, disse que esforços estavam em andamento "para salvar outras pessoas presas" nos destroços. Os corpos de 36 homens e 15 mulheres foram enviados para um necrotério provincial.
A Polícia Nacional Civil declarou estar apoiando os esforços de busca e salvamento.

### Internacional
Líderes de vários governos, como o Presidente Lai Ching-te, o Vice-Presidente Hsiao Bi-khim e o Ministro dos Negócios Estrangeiros de Taiwan Lin Chia-lung, a Co-Presidente da Nicarágua Rosario Murillo, o Presidente das Maldivas Mohamed Muizzu, bem como o Ministério dos Negócios Estrangeiros de Belize, Canadá, Costa Rica, Cuba, República Checa, República Dominicana, El Salvador, Estônia, Cazaquistão, Letônia, México, Panamá, Sérvia, Turquia, Ucrânia, Uruguai e o Sistema de Integração Centro-Americana transmitiram as suas condolências às famílias das vítimas e ao povo guatemalteco.

## Investigação
O ministro das Comunicações, Infraestrutura e Habitação, Miguel Ángel Díaz Bobadilla, iniciou uma investigação que revelou que o ônibus estava ativo há 30 anos, mas ainda tinha licença para operar. Ele disse que a causa do acidente ainda é desconhecida e que os investigadores estão investigando se o ônibus estava sobrecarregado de passageiros.
Os investigadores disseram que iriam verificar se o motorista poderia ter perdido o controle devido a uma falha no freio.
No mesmo dia, o Ministério Público da Guatemala solicitou a realização de autópsia no corpo de Billy Aníbal Foronda Azañón, motorista de ônibus de 24 anos, para detectar a presença de possíveis drogas. Investigações preliminares determinaram que ele não possuía a carteira de motorista adequada para dirigir um ônibus.
Além disso, a polícia encontrou uma arma nos destroços, aumentando as especulações de que o motorista pode ter entrado em pânico ou ficado ferido quando foi ameaçado com a arma. O subdiretor-geral da Polícia Nacional Civil, Helver Beltetón, disse que a arma estava registrada em nome de um dos passageiros falecidos, que trabalhava como segurança particular, e que a polícia não estava "descartando nenhuma hipótese", acrescentando que "os freios podem ter falhado, mas também não descartamos um acidente ou um ato criminoso, tudo isso será investigado".